# Ларссон, Эрик Аугуст
Эрик Аугуст Ларссон (швед. Erik August Larsson; 20 апреля 1912 года, Кируна — 10 марта 1982 года, Кируна) — шведский лыжник, олимпийский чемпион, призёр чемпионата мира.

## Карьера
На Олимпийских играх 1936 года в Гармиш-Партенкирхене, стал олимпийским чемпионом в гонке на 18 км и бронзовым призёром эстафетной гонке. В гонке на 18 км почти минуту выиграл у ставшего вторым, норвежца Оддбьёрна Хагена. В эстафете бежал второй этап и, уйдя на свой этап на 3-м месте, он вывел свою сборную на второе место, обойдя по ходу этапа представителя Финляндии Клаэса Карппинена. В гонке на 50 км участия не принимал.
На чемпионате мира 1935 года в Высоких Татрах завоевал бронзовую медаль в эстафете.
Внучка Эрика Аугуста Ларссона, Оса Ларссон — известная шведская писательница детективного жанра.